# Kate Reed

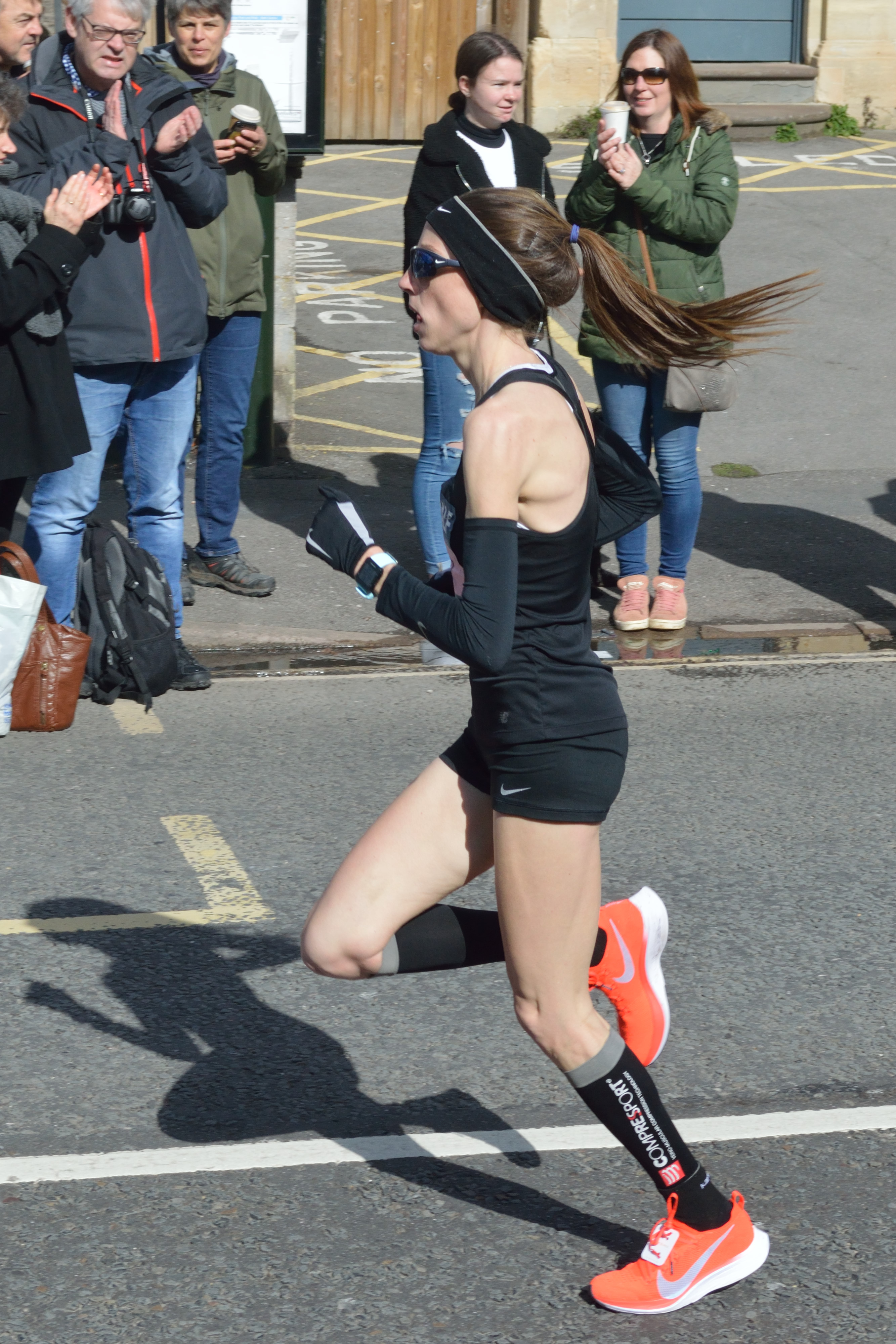
Kate Reed, 2019

Kate Reed (Kate Amelia Reed; * 28. September 1982 in Bristol) ist eine britische Langstreckenläuferin.

## Leben
Bei den Crosslauf-Europameisterschaften 2005 in Tilburg kam sie auf den 16. Platz und gewann mit der Mannschaft Silber. Ebenfalls Silber mit der Mannschaft gewann sie im Jahr darauf bei den Crosslauf-Europameisterschaften in San Giorgio su Legnano, bei der sie den 18. Platz belegte.
2007 wurde sie Fünfte beim Great Manchester Run, britische Meisterin im 10-km-Straßenlauf, Sechste bei den Crosslauf-Europameisterschaften in Toro, bei der sie erneut mit der Mannschaft Silber holte, und Zweite bei der San Silvestre Vallecana.
2008 wurde sie Vierte beim Great Ireland Run und kam beim 10.000-Meter-Lauf der Olympischen Sommerspiele 2008 auf Rang 23.
Wegen andauernder Probleme mit ihrer Achillessehne unterzog sie sich im Februar 2010 einer Operation in Schweden. Eine Pseudomonas-Infektion, die in deren Gefolge auftrat, machte drei weitere Operationen erforderlich und führte dazu, dass sie mit dem Laufen zehn Monate lang aussetzen musste.

## Persönliche Bestzeiten
- 1500 m: 4:13,55 min, 25. August 2007, London
- 3000 m: 9:01,17 min, 15. Juli 2007, Sheffield
  - Halle: 9:05,77 min, 18. Februar 2006, Birmingham
- 5000 m: 15:29,10 min, 25. Juli 2007, Lüttich
- 10.000 m: 31:35,77 min, 4. Mai 2008, Palo Alto
- 10-km-Straßenlauf: 32:07 min, 7. Oktober 2007, Chichester